# Росбах фор дер Хее
Росбах фор дер Хее (њем. Rosbach vor der Höhe) град је у њемачкој савезној држави Хесен. Једно је од 25 општинских средишта округа Ветерау. Према процјени из 2010. у граду је живјело 12.100 становника. Посједује регионалну шифру (AGS) 6440023.

## Географски и демографски подаци
Росбах фор дер Хее се налази у савезној држави Хесен у округу Ветерау. Град се налази на надморској висини од 159 метара. Површина општине износи 45,3 km². У самом граду је, према процјени из 2010. године, живјело 12.100 становника. Просјечна густина становништва износи 267 становника/km².